# Auning
Auning är en ort med 3 008 invånare i Norddjurs kommun, Danmark. Auning var före strukturreformen 2007 centralort i Sønderhalds kommun.
Byn korsas av primærrute 16 och tidigare gick Randers-Ryomgård-banan genom orten. Strax väster om orten, längs Alling å ligger Det Grønne Museum i herrgården Gammel Estrup.